# ルドビク・アセモアッサ
ルドビク・アセモアッサ（Amevou-Ludovic Assemoassa、1980年9月18日 - ）は、トーゴの元サッカー選手。元トーゴ代表。ポジションはディフェンダー。

## 来歴
2005年11月に親善試合でトーゴ代表デビュー。アフリカネイションズカップ2006、2006 FIFAワールドカップにも出場した。トーゴ代表で通算5試合に出場した。

## 代表歴

### 出場大会
- トーゴ代表
  - 2006 FIFAワールドカップ

### 試合数
- 国際Aマッチ 5試合 0得点（2005年-2006年）[1]

| トーゴ代表 | 国際Aマッチ | 国際Aマッチ |
| 年         | 出場        | 得点        |
| ---------- | ----------- | ----------- |
| 2005       | 1           | 0           |
| 2006       | 4           | 0           |
| 通算       | 5           | 0           |